# Ng'endo Mwangi
Pour les articles homonymes, voir Mwangi.
Ng'endo Mwangi est une médecin kényane. Elle a étudié aux États-Unis, et elle est devenue la première femme médecin du Kenya, installant des cliniques au service d'une très grande population rurale,.

## Biographie
Née à Kinoo, à Kiambu, de Rahab Wambui Mwangi et Mwangi Muchiri, elle étudie au lycée de Loreto (en) à Limuru. Mwangi a pu partir étudier aux États-Unis grâce aux acheminements aériens du programme The Kennedy Airlifts (en) et elle est devenue la première femme noire africaine à étudier au Smith College, au Massachusetts,. Elle est diplômée du Smith College en 1961, après quoi elle est devenue le premier étudiant africain à l'Albert Einstein College of Medicine à New York City,. 
De retour au Kenya comme médecin qualifiée, elle a ouvert son premier cabinet, la Clinique de l'Athi River, dans une région aride et rurale au sud-est de Nairobi, où elle est le seul médecin pour plus de 300 000 Maasaï. En 1987, elle fonde le Centre Médical Reto à Sultan Hamud (en),.
Les membres de l'Alliance des étudiants noirs au Smith College militent pour d'autres installations sur le campus et, en 1973, le Centre Culturel Mwangi a été créé et nommé en son honneur. À cette époque, le Centre était situé à Lilly Salle, mais plus tard il a été déplacé au Davis Center au Smith College,,.
Mwangi a officiellement changé son nom en Florence Gladwell en 1967. Elle a obtenu un diplôme honoraire du Smith College, en 1987. Elle est morte du cancer du sein en 1989.